# 拉拉山翠灰蝶
拉拉山翠灰蝶（学名：Chrysozephyrus rarasanus），又名嬈嬈金灰蝶、拉拉山綠小灰蝶、羅羅山綠小灰蝶、拉拉山綠灰蝶，为灰蝶科翠灰蝶屬下的一个种。

## 描述
本種為中型灰蝶，具明顯雌雄二型性，體色多為褐色，成蝶前翅長16-19 mm。
雄蝶：頭部與複眼具毛，額中央有白色細紋，複眼帶白緣。觸角暗褐色，有白環；口器與下唇鬚為暗褐與白色混合，末端尖細。胸腹背面深褐，腹面白亮。足為白色，跗節具暗褐帶，前足跗節癒合、末端尖彎。前翅三角形，後翅葉狀，CuA2脈末端具絲狀尾突。翅背面為褐底，覆金屬光澤的藍綠鱗，前、後翅緣部帶暗褐色，後翅外緣有藍色細線。翅腹面淡褐，具白色中央線，後翅呈W形。前翅亞外緣為深褐鑲白紋，後翅有白帶與弦月紋，臀區與CuA1室各具黑斑與橙紋。緣毛白色。
雌蝶：複眼少毛，前足跗節不癒合。翅背面褐色，翅紋有兩型：無紋（O型）或前翅具橙斑（A型）。翅腹面褐色，中央有白線，後翅成W形。翅中室與外緣有模糊暗紋與白紋列，前翅亞外緣後段有暗斑。臀區具黑橙小斑，CuA1室具黑橙眼斑。緣毛外褐內白。

## 分佈
分布於臺灣本島中、北部中海拔地區，中國大陸南部及緬甸北部等地亦有分布。

## 棲地
棲息於常綠闊葉林，一年一代，成蝶出現於夏季。幼蟲以殼斗科櫟屬（特別是毽子櫟）新芽為食，冬季以卵態越冬，卵產於寄主植物休眠芽基部附近。  
寄主植物包括毽子櫟、錐果櫟及森氏櫟。